# Жумабаев, Магжан
Магжа́н Беке́нович Жумаба́ев (каз. Мағжан Бекенұлы Жұмабай; 25 июня [6 июля] 1893  — 19 марта 1938, Казахская ССР, СССР) — казахский поэт, публицист, педагог, преподаватель, один из основателей новой казахской литературы.
«Магжан Жумабаев имеет для казахского народа такое же значение, какое для англичан Шекспир, для русских — Пушкин».
//Академик АН КазССР Алкей Маргулан.

## Биография

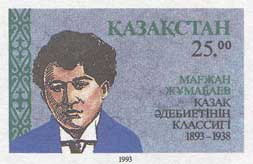
Почтовая марка к столетию Магжана Жумабаева, 1993

Магжан Жумабаев родился и вырос в зажиточной многодетной казахской семье. Его отец Бекен, предок и Жумабай-хаджи, Шонай, Утеген, Утемис — известные, знатные люди из подрода Құдайберді рода Атыгай племени Аргын. Бекен от своей первой жены — узбечки Гульсум — имел семерых мальчиков и двух девочек: Мусилима, Кахармана, Магжана, Мухаметжана, Салтая, Галижана, Сабыржана, Гуляндан, Гульбарам. Благодаря заботе отца все дети получили необходимое начальное образование, тогда как не каждый родитель мог позволить такую роскошь. Так же имел племянника по имени Шамиль, которого хотел сделать своими наследником
1905—1910 гг. — учёба в медресе Петропавловска, где преподавали арабский, фарси, турецкий языки.
1910—1911 гг. — учёба в медресе «Галия» в Уфе, среди наставников — классик татарской литературы Галимджан Ибрагимов.
В 1912 году в Казани выходит его первый поэтический сборник «Шолпан» арабским шрифтом на казахском языке. Он получает известность среди казахской интеллигенции.
1913—1916 гг. — учёба в Омской учительской семинарии, где учится с Сакеном Сейфуллиным, заканчивает семинарию с золотой медалью.
Большое участие в его судьбе приняли академик Григорий Николаевич Потанин, крупнейший поэт и учёный Мыржакип Дулатов и директор семинарии Александр Никитич Сидельников. Г. Н. Потанин после первых встреч с Магжаном предсказал, что юноша в будущем станет вторым Чоканом Валихановым. Предсказание великого ученого сбылось. Магжан Жумабаев впоследствии стал крупнейшим тюркологом, историком, лингвистом, педагогом в духе русской классической школы, автором учебников по казахскому языку и литературе, книги «Педагогика».
В 1917 году на Втором всеказахском съезде в Оренбурге избран с Ахметом Байтурсыновым в комиссию по составлению школьных учебников.
В начале 1918 года поэт был арестован представителями партии «Уш жуз» и около 7 месяцев просидел в тюрьме Омска. Здесь им написаны полные грусти и страдания стихотворения: «Жан-жарымды бір сүйемін түсімде» («Поцелую любимую во сне»), посвященную молодой жене (Магжан перед окончанием семинарии женился на внучатой племяннице Чокана Валиханова красавице Зейнеп, которая умерла при родах).
В 1918 году открывает в Омске и Петропавловске курсы казахских учителей и становится их директором.
В 1922 году приглашен председателем Совнаркома Туркестанского края Тураром Рыскуловым преподавать в Казахско-кыргызском институте просвещения в Ташкенте. Активно сотрудничает в газетах и журналах («Акжол», «Сана», «Шолпан» и др.), публикует множество стихов и поэм, а также ряд исследовательских литературных работ. Выпускает второй сборник стихов и поэм в Ташкенте и издаёт в Оренбурге фундаментальный научный труд «Педагогика».
В 1923 году по приглашению наркома просвещения РСФСР Анатолия Луначарского преподает восточные языки в Коммунистическом университете трудящихся Востока.
Одновременно в 1923-26 годах учится в Московском литературно-художественном институте, возглавляемом В. Брюсовым. В Москве переводит на казахский произведения Лермонтова, Кольцова, Бальмонта, Мережковского, Вс. Иванова, Мамина-Сибиряка, Горького, Блока, а также стихи и поэмы Гёте, Гейне и др. зарубежных поэтов.
«Его называли казахским Пушкиным, сравнивали с Байроном и Шекспиром, говорили, что внешне он чем-то, даже, похож на Сергея Есенина — то ли волнами вьющихся волос, только не русых, а черных, как смоль, то ли открытой, как североказахстанская степь, и распахнутой навстречу самой жизни искренностью в глазах, только не синих и озорных, а темных, как степная ночь, и кажется, чуть подёрнутых дымкой печали, что по утрам таяла над войлоком юрт его родного аула, то ли по-есенински пронзительными до слез, полными глубочайшего лиризма стихами, музыка которых понятна душе» (В. Шестериков).
В 1927 году, завершив учёбу, возвращается в Казахстан, работает учителем.

## Политическая деятельность
Летом и зимой 1917 года в Оренбурге принимает участие в создании партии «Алаш» и правительства «Алаш-Орда» на обоих Общеказахских съездах, как делегат от Акмолинской области.

## Создание Союза писателей Казахстана

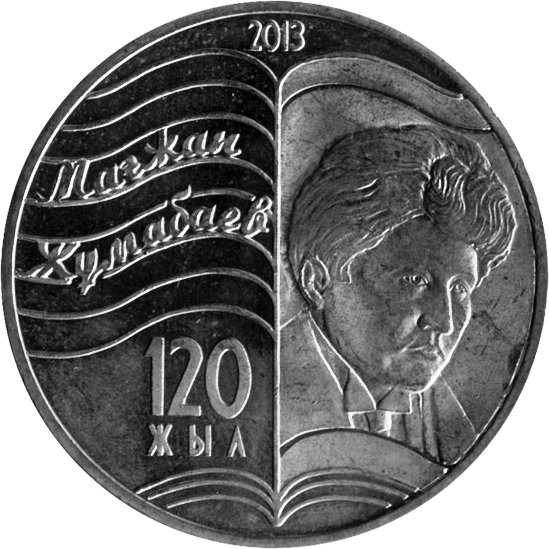
Памятная монета, посвященная 120-летию М. Жумабаева

В 1923 году поэт Магжан Жумабаев был направлен из Туркестанской Республики в Москву в Высший литературно-художественный институт В. Брюсова, где познакомился с деятельностью писательских объединений и, в частности, Союза поэтов. И им было задумано создание литературного объединения казахских писателей, которое он назвал «Алка́» («Коллегия») и написал программу организации. Она была направлена по почте для ознакомления литераторам, живущим в разных городах. Программа «Алка́» одобрялась в переписках, но не была принята, поскольку не было и собрания. «Алка́» организационно осталась неоформленной. Это намерение создать литературное объединение было признано большевистскими властями признаком национализма, попыткой алашордынцев реанимироваться и вредить советскому строю. Вместе с тем, идея М. Жумабаева объединить поэтов и писателей Казахстана позже выразилась в создании Союза писателей Казахстана летом 1934 года за три месяца до открытия первого съезда писателей СССР. Но впоследствии его основатели Сакен Сейфуллин и Ильяс Джансугуров были репрессированы и расстреляны в 1937—1938 гг.

## Репрессии и реабилитация
Жумабаева, как алашординца, пантюркиста и японского шпиона, арестовали в Петропавловске, а затем осудили на 10 лет лишения свободы. До суда он сидел в Москве, в Бутырке, а срок отбывал в Карелии и Архангельской области, в частности, в печально знаменитом СЛОН. В 1934 году он пишет письмо М. Горькому и Е. Пешковой. В 1936 году благодаря их ходатайству Жумабаев был досрочно освобожден из Свирского лагеря политзаключённых.
Но через полтора года, 30 декабря 1937 года был снова арестован в Алма-Ате и расстрелян НКВД 19 марта 1938 года.
Более 20 лет его вторая жена Зулейха хранила на чердаке архив поэта, веря в возрождение Магжана. Наконец 8 июля 1960 года решением военного трибунала ТуркВО Магжан Жумабаев был посмертно реабилитирован. Однако его стихи вернулись народу не сразу.
В 1965 году профессор КазГУ профессор Х.Х. Махмудов вместе с главным редактором журнала «Простор» И.П. Шуховым решили издать на русском языке стихи Магжана Жумабаева. С просьбой о переводе стихов на русский язык они адресовались к Александру Жовтису, «известному своей смелой гражданской позицией». Однако его перевод так и не был опубликован из-за запрета властей.
Но в 1967 году было проведено совместное заседание семи кафедр филологического факультета и двух кафедр факультета журналистики, на котором прозвучало выступление Х.Х. Махмудова «О творческом наследии поэта Магжана Жумабаева». Хайрулла Хабибуллович заявил :
Среди мастеров казахской художественной культуры Магжан Жумабаев, безусловно, занимает первое место в нормализации современного казахского литературного языка. Настало время вернуть читателю его поэтическое наследие… Его творчество является ярким свидетельством высокой поэтической одаренности казахского народа, и о нем нужно говорить главным образом как о поэте. Его высокохудожественная поэзия ни на секунду не прекращала своей жизни, а потому она преодолеет все преграды
.
Однако несмотря на последовавшее обращение участников мероприятия к руководству Союза писателей КазССР, стихи Магжана Жумабаева и их переводы на русский язык так и не были опубликованы. Та же судьба постигла доклад Махмудова, отосланный министру культуры Казахстана  .  В итоге отдел науки и учебных заведений ЦК Компартии Казахстана инициировал разбирательство, которое вылилось в постановление Бюро ЦК КПК «О неправильном решении филологических кафедр в оценке поэтического наследия Жумабаева» . 
Стихи Магжана Жумабаева на русском языке увидели свет только в 1988 году в декабрьском номере журнала «Дружба народов», а в 1989 году в Алма-Ате издали сборник.

## Память

Улица Магжана Жумабаева, Петропавловск, сентябрь 2024 года

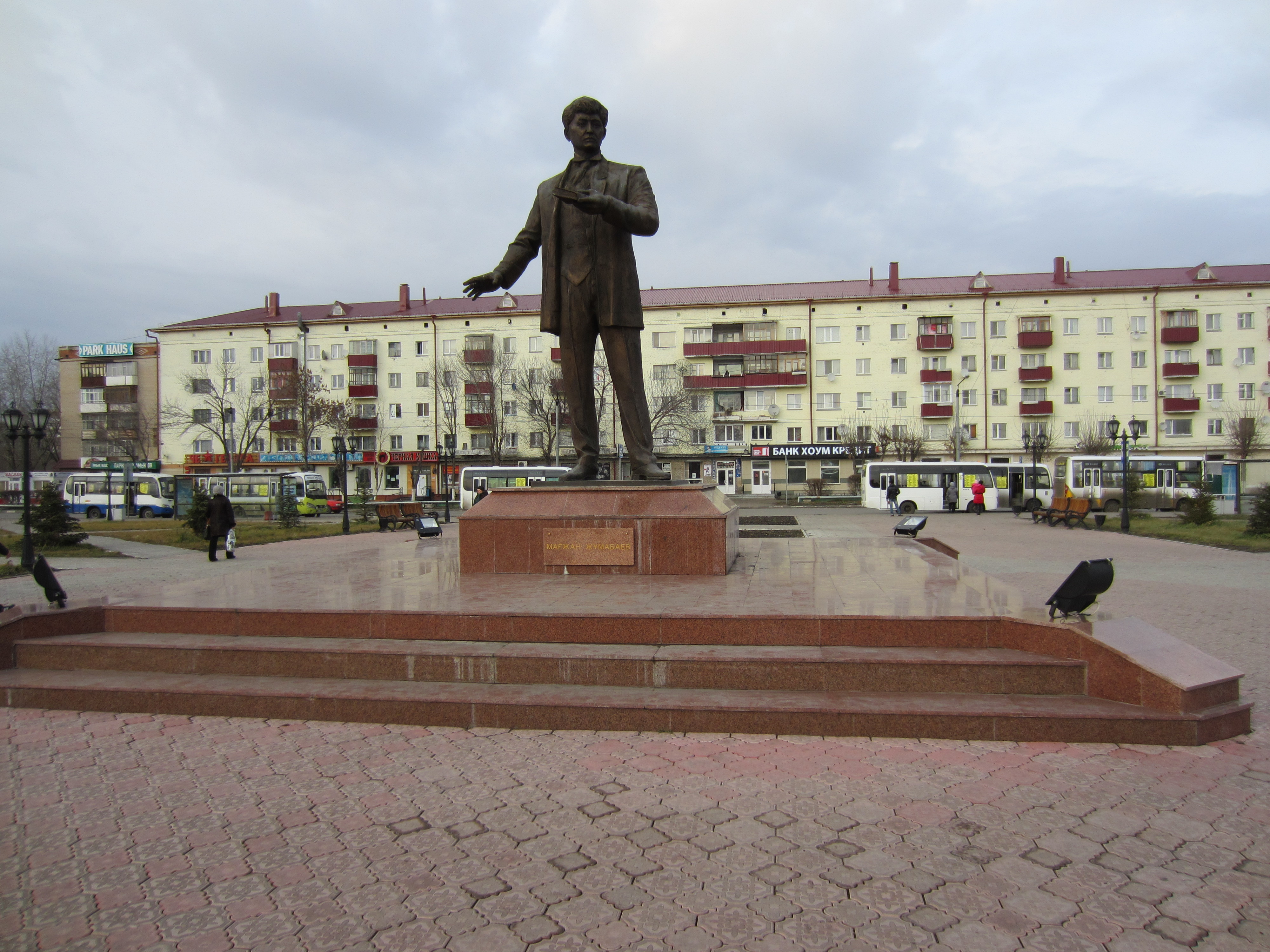
Памятник Магжану Жумабаеву, Петропавловск

В 1993 году к его столетию в Петропавловске установлен памятник сидящего с соколом на плече, также в 2000 году в городе Булаево открыт бюст Жумабаева, а в 2003 году в селе Сарытомар района Магжана Жумабаева — памятник поэту.
Имя поэта также носит средняя школа № 39 города Шымкента, во дворе которой установлен его бюст. Школа-гимназия № 39 города Караганда, школа № 19 города Талдыкорган названа в честь Магжана Жумабаева. № 15 школа-гимназия города Туркестан, во дворе установлен бюст поэта к сорокалетию школы .
Именем поэта названы улицы в Астане, Алматы, Кокшетау и Петропавловске.
В 2013 году Нацбанк РК выпустил памятную монету в честь 120-летия Магжана Жумабаева.
21 Февраля 2018 года в Анкаре открыли памятник Магжану Жумабаеву.
24 июня 2018 года в Петропавловске был открыт памятник в честь 125-летия великого писателя, поэта Магжана Жумабаева. Автор казахстанский скульптор Едиге Рахмадиев.
25 июня 2018 года к 125-летию поэта Казпочта выпустила памятные почтовые марки.

## Труды

### Научные труды
- Жумабаев М. «Педагогика»(Научные статьи), Оренбург, 1922.
- Жумабаев М. «Педагогика», Алматы, 1993 г.

### Поэтические издания
- «Шолпан» (Стихи), Казань, издательство Каримовых, 1912.
- «Стихи Магжана Жумабаева», Ташкент, 1923.
- Магжан Жумабаев. «Шығармалары» (Произведения). Алма-Ата: Ин-т лит. и искусства АН КазССР, 1989.
- М. Жумабаев. Изб, Алма-Ата, «Жазушы», 1989.
- Жумабаев М. Стихи. Буклет. (К 100-летию поэта. Переводы на русский. Сост. К. Бакбергенов). Алматы: Жазушы, 1993.
- М. Жумабаев. Избранное (в 3 томах). Алматы, «Білiм>>

### Собрания сочинений
- Жумабаев Магжан. Собрание сочинений в 3-х т. Алматы, Жазушы, 2002.

## Кино
1990 — «Мағжан» — «Магжан» («Казахтелефильм», реж. Калила Умаров). Документальный фильм о великом казахском поэте Магжане Жумабаеве.
1993 — фильм «Батыр Баян» («Казахфильм», реж. Сламбек Таукел) по мотивам одноимённой поэмы Магжана Жумабаева о реальном историческом лице, одном из героев 200-летней войны казахов с джунгарами.
2013 — Художественно-документальный фильм «Магжан» (Киностудия «Туран фильм», режиссер Марат Конуров)
2022 — сериал «Мағжан. Мен жастарға сенемін» (Магжан: Я верю в молодежь) (реж. Дархан Сәркенов). В роли Магжана Жумабаева — Меиргат Амангельдин.